# 入野町 (浜松市)
入野町（いりのちょう）は静岡県浜松市中央区の町名。丁番を持たない単独町名である。住居表示未実施。

## 地理
浜松市中央区の中西部に位置する。町内の北東部は佐鳴湖に面しており、東西を雄踏街道及び雄踏バイパスが結んでいる。東で西伊場町及び若林町、西で西鴨江町、南で増楽町・高塚町・篠原町、北で大平台二丁目・四丁目と接する。

### 湖沼
- 佐鳴湖

### 河川
- 新川
- 堀留川
- 東神田川
- 境川

### 学区
小学校・中学校の学区は以下の通りである。
- 浜松市立入野小学校（東神田川以西は浜松市立西都台小学校）
- 浜松市立入野中学校

## 歴史

### 町名の由来
風土記伝によると、北部の入り江と南部の富野とを合わせたことにある。

### 沿革
- 1889年（明治22年）4月1日 - 町村制の施行により、敷知郡入野村が周辺の村と合併して改めて敷知郡入野村となる[WEB 9]。旧村名は入野村の大字として残る[書籍 1]。
- 1896年（明治29年）4月1日 - 郡制の施行により、入野村の所属郡が浜名郡に変更となる。
- 1948年（昭和24年）8月1日 - 可美村大字高塚との間で境界変更が実施される[WEB 9]。
- 1957年（昭和32年）
  - 3月31日 – 入野村が浜松市に編入される。
  - 6月 - 大字入野から入野町へ住所表記を変更する[WEB 10]。
- 1972年（昭和47年）8月1日 - 住居表示の実施に伴い、蜆塚町・入野町・西伊場町・富塚町の各一部を合わせて蜆塚四丁目を新設。また、蜆塚町・西伊場町・入野町・鴨江三丁目の各一部を合わせて山手町を新設。
- 1973年（昭和48年）6月1日 - 住居表示の実施に伴い、西伊場町が入野町の一部を編入する。また、可美村大字若林との間で境界変更が実施される[WEB 11]。
- 1976年（昭和51年）
  - 1月1日 - 住居表示の実施に伴い、入野町の一部が分割して佐鳴台一丁目～佐鳴台六丁目を新設（一丁目は西伊場町の一部、四丁目は西伊場町・蜆塚町・山手町の各一部、五丁目は富塚町及び蜆塚町の各一部を含む）。
  - 5月1日 - 住居表示の実施に伴い、佐鳴台一丁目が入野町の一部を編入する。
- 1977年（昭和52年）5月1日 - 住居表示の実施に伴い、再度佐鳴台一丁目が入野町の一部を編入する。
- 1998年（平成10年）11月1日 - 住居表示の実施に伴い、入野町及び神ケ谷町の各一部を合わせて大平台一丁目～大平台四丁目を新設（四丁目は西鴨江町の一部も含む）。
- 2007年（平成19年）4月1日 - 浜松市が政令指定都市となる。入野町は西区の一部となる。
- 2024年（令和6年）1月1日 - 浜松市の行政区再編により、入野町は中央区の一部となる。

## 施設
- 社会福祉法人白百合明光会入野こども園
- ヒーローズさなるここども園
- 浜松市立入野小学校
- 浜松市立入野中学校
- 浜松市入野協働センター
- 浜松市佐鳴湖漕艇場
- 静岡県警察浜松西警察署入野交番
- 静岡銀行入野支店
- 浜松いわた信用金庫入野支店
- 遠州信用金庫入野支店
- 浜松入野郵便局
- JAとぴあ浜松入野支店
- マストレ 本社
- エネジン浜松西営業所
- ハマネン（エネジン関連会社） 本社
- 浜松交通（交通タクシー） 本社・本社営業所
- イオン浜松西店
- エブリィビッグデー入野店
- クックマート佐鳴湖南店
- EQVo!（エクボ）入野店
- 杏林堂ドラッグストア入野店
- クリエイトSD浜松入野店
- ケーズデンキ浜松入野店
- ニトリ浜松入野店
- コーナンPRO浜松入野店
- セブン-イレブン（浜松入野町東店、浜松佐鳴湖西店）
- ファミリーマート浜松入野店
- ミニストップ浜松入野町店
- 佐鳴湖公園
- 入野古墳
- 西平第一公園
- 西平第二公園
- 南平公園
- 西岸さざんか公園
- 臨済宗 少林山 臨江寺
- 臨済宗妙心寺派 西湖山 龍雲寺

## 交通

### バス
- 遠鉄バス
  - 8・8-22・9・9-22大平台線：（浜松駅（医療センター／鴨江経由） 方面 - ）イオン浜松西店入口 - 矢田坂 - 入野東 - 入野 - 入野西 - 臨江寺 - 漕艇場（ - 大平台1丁目 方面）
  - 20志都呂宇布見線：（浜松駅（東伊場経由） 方面 - ）西郵便局 - 東彦尾 - 西彦尾 - 矢田坂 - 入野東 - 入野 - 入野西 - 南平東 - 南平 - 西鴨江（ - 山崎／舞阪駅 方面）

### 道路
- 静岡県道62号浜松雄踏線（雄踏バイパス）
- 静岡県道326号高塚停車場入野線
- 浜松市道西伊場志都呂1号線（雄踏街道）
- 浜松市道入野197号線（矢田坂）

## その他

### 警察
警察の管轄区域は以下の通りである。
| 番・番地等 | 警察署       | 交番・駐在所 |
| ---------- | ------------ | ------------ |
| 全域       | 浜松西警察署 | 入野交番     |

### 消防
消防の管轄区域は以下の通りである。
| 番・番地等 | 消防署   | 本署/出張所  |
| ---------- | -------- | ------------ |
| 全域       | 西消防署 | 大平台出張所 |

### 書籍
1. ↑  『浜松市史 三』浜松市役所、1980年3月26日、176頁。

### WEB
1. ↑  “h02_22.csv”.   総務省 (2022年2月10日). 2024年7月22日閲覧。
2. ↑  “chuouku_menseki.xlsx”.   浜松市 (2024年3月12日). 2024年7月22日閲覧。
3. ↑  “静岡県 浜松市中央区 入野町の郵便番号 - 日本郵便”.   日本郵便. 2025年2月15日閲覧。
4. ↑  “市外局番の一覧”.   総務省 (2022年3月1日). 2024年7月22日閲覧。
5. ↑  “事業所案内及び管轄地域（事務所3件、分室3件）”.   一般社団法人静岡県自動車会議所. 2024年7月22日閲覧。
6. ↑  “住居表示実施状況／浜松市”.   浜松市 (2024年1月4日). 2024年7月22日閲覧。
7. ↑  “学校名から探す／浜松市”.   浜松市 (2024年1月1日). 2024年7月22日閲覧。
8. ↑  “解説ページ”.   株式会社エア. 2024年12月12日閲覧。
9. 1 2  “historyofcities.pdf”.   静岡県総務部合併推進室・財団法人静岡県市町村振興協会. 2024年10月11日閲覧。
10. ↑  “解説ページ”.   株式会社エア. 2024年10月4日閲覧。
11. ↑  “historyofcities.pdf”.   静岡県総務部合併推進室・財団法人静岡県市町村振興協会. 2024年9月19日閲覧。
12. ↑  “入野交番｜静岡県警察”.   静岡県警察 (2024年1月1日). 2024年7月22日閲覧。
13. ↑  “消防署の町別管轄「い」／浜松市”.   浜松市 (2020年3月25日). 2024年7月22日閲覧。